# 富良野岳
富良野岳（ふらのだけ）は、石狩山地の十勝岳連峰の南西部に位置し、富良野市と上富良野町にまたがる標高1,912mの山である。山域は大雪山国立公園に指定されている。

## 概要
火山ではあるが、山麓の安政火口を除き、古い時代に活動を終えたと考えられる。そのため、安政火口近辺を除いて全山高山植物が豊富で、特に山頂部は夏の時期は広大なお花畑が広がる。花の百名山に選定されていて、その著者の田中澄江は代表する高山植物としてエゾノハクサンイチゲなどを紹介した。エゾウサギギク、エゾツツジ、エゾノツガザクラ、エゾルリソウ、コイワカガミ、ダイセツトリカブト、チングルマ、フタマタタンポポなども見られる。隣接する十勝岳が有史以来の激しい噴火のため、山頂部に植物に乏しいのと対照的である。

## 登山

### 登山道
北側の十勝岳温泉からと、南側の原始ヶ原登山口からの2本の登山道がある。
十勝岳温泉－三段山登山道分岐－安政火口－上ホロカメットク山登山道分岐－富良野岳
登山口に温泉旅館があり、上富良野駅からバスの便(1日3便)がある。登山口がちょうど森林限界に位置しており、登山道は全コースハイマツ帯から高山帯にかけてを歩く。山頂までの標高差も約650mと小さく、比較的容易に登ることができるため、夏のシーズン中は登山者の数も多い。また、途中の安政火口までは整備された林道となっており、晴天であれば一般の観光客でも歩くことができる。ハイマツ以外の高山植物の群落は主に安政火口より先に多く、特に稜線上の縦走路に合流してからは広大なお花畑が広がる。
原始ヶ原登山口－原始ヶ原コース分岐－富良野岳
富良野市から登山口まで自動車の乗り入れは可能だが、公共交通機関はない。登山口の標高は約700mの樹林帯で、山頂までの標高差は1,100m以上ある。途中の原始ヶ原には湿原性のお花畑が広がる。
富良野岳－三峰(さんぽう)山－上ホロカメットク山－十勝岳－美瑛岳－オプタテシケ山－トムラウシ山
山頂からは、稜線上を十勝連峰、さらに大雪山中央部まで至る縦走路が通過している。

### 周辺の山小屋
周辺には無人の避難小屋があり、十勝岳温泉の登山口には宿泊施設がある。
| 名称                     | 所在地                   | 富良野岳からの 方角と距離（km） | 標高 （m） | 収容 人数  | キャンプ 指定地 | 備考 |
| ------------------------ | ------------------------ | ------------------------------- | ---------- | ---------- | --------------- | ---- |
| 十勝岳避難小屋           | 望岳台と十勝岳の中間     | 北東 5.1                        | 1,350      | 緊急避難用 | なし            |      |
| 上ホロカメットク避難小屋 | 上ホロカメットク北東の肩 | 北東 3.6                        | 1,806      | 30         | 30張            | 無人 |
| ニングルの森管理センター | 原始ヶ原登山口           | 南西 5.4                        | 720        | 50         |                 | 無人 |

## 地理
石狩山地の十勝岳連峰南部にあり、東北東の上ホロカメットクとの間には三峰山（1,866m）、西南西に延びる稜線には前富良野岳（1,625m）と旭岳（1,335m）がある。山頂に一等三角点が設置されている。

### 周辺の山

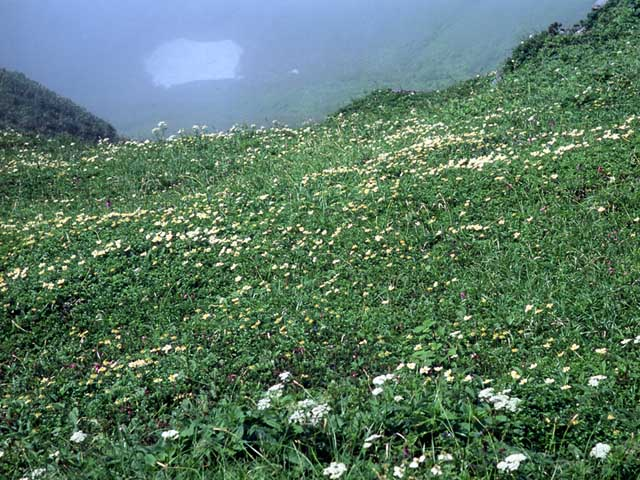
富良野岳山頂近くのお花畑

| 山容 | 名称               | 標高 (m) | 三角点等級 点名   | 富良野岳からの 方角と距離(km) | 備考         |
| ---- | ------------------ | -------- | ----------------- | ----------------------------- | ------------ |
|      | オプタテシケ山     | 2,012.48 | 三等 「美瑛岳」   | 北東 12.7                     | 日本三百名山 |
|      | 美瑛岳             | 2,052.17 | 二等 「帯経しけ」 | 北東 7.7                      | 北海道百名山 |
|      | 十勝岳             | 2,077    |                   | 北東 5.0                      | 日本百名山   |
|      | 上ホロカメットク山 | 1,920    |                   | 北東 3.2                      | 北海道百名山 |
|      | 富良野岳           | 1,911.90 | 一等 「神女徳岳」 | 0                             | 花の百名山   |

### 源流の河川
以下の源流の河川は、それぞれ石狩湾に流れる。三峰山沢の最上流部には九重ノ滝がある。
- 三峰山沢、カラ川 （空知川水系富良野川の支流）
- 布部川 （空知川の支流）、上流部には、不動ノ滝、二段ノ滝、蒼天ノ滝、勝竜ノ滝、赤岩ノ滝などの滝がある。山の南側が源流部で原始ヶ原の湿原が拡がっている。